# Sd.Kfz. 4
SdKfz 4, přezdívaný Maultier, byl německý obrněný kolopásový transportér užívaný v druhé světové válce. Byl vyvinut na základě transportéru Maultier. Byl využíván i jako nosič raketometů pod označením Panzerwerfer 42.